# Alessandro Malvasia
Alessandro kardinal Malvasia, italijanski rimskokatoliški duhovnik in kardinal, * 26. april 1748, Bologna, † 12. september 1819, Ravena.

## Življenjepis
Septembra 1783 je prejel duhovniško posvečenje.
8. marca 1816 je bil povzdignjen v kardinala in imenovan za kardinal-duhovnika S. Croce in Gerusalemme.